# Operation Payback
I december 2010 iværksatte Anonymous et netangreb kaldet "Operation Payback". Et DDoS-angreb der blev iværksat overfor netbanker som havde valgt at afslutte deres samarbejde med Wikileaks og Julian Assange. Disse banker indbefattede blandt andet Mastercard, VISA og PayPal. MasterCard og VISA blev spærret i flere timer som følge af angrebet, som skete efter at selskaberne havde brudt alle forbindelser med Wikileaks. Hjemmesiden til den svenske anklagemyndighed blev også angrebet, efter Julian Assange blev anklaget for voldtægt i Sverige.